# Westhaid
Westhaid ist ein Gemeindeteil der Gemeinde Burgthann im Landkreis Nürnberger Land (Mittelfranken, Bayern). Peunting liegt in der Gemarkung Dörlbach.

## Lage
Der Weiler liegt am Heinzelberg (453 m ü. NHN). Eine Gemeindeverbindungsstraße führt nach Burgthann zur Staatsstraße 2401 (1,3 km südwestlich) bzw. nach Dörlbach ebenfalls zur St 2401 (1,5 km südöstlich). Eine weitere Gemeindeverbindungsstraße führt nach Schwarzenbach zur St 2401 (1,3 km südlich).

## Geschichte
Mit dem Gemeindeedikt (frühes 19. Jahrhundert) wurde Westhaid dem Steuerdistrikt Rasch und der Ruralgemeinde Dörlbach zugewiesen. Im Zuge der Gebietsreform in Bayern wurde Westhaid am 1. Januar 1972 nach Burgthann eingegliedert.